# Rovaniemen Palloseura
Rovaniemen Palloseura (eller RoPS) er en finsk fodboldklub fra byen Rovaniemi. RoPS spiller i den finske liga Veikkausliiga.

## Historiske slutplaceringer
| Sæson | Niveau | Liga          | Placering | Kilde  | Notering    |
| ----- | ------ | ------------- | --------- | ------ | ----------- |
| 2010. | 2.     | Ykkonen       | 1.        | [ 1 ]  |             |
| 2011. | 1.     | Veikkausliiga | 12.       | [ 2 ]  |             |
| 2012. | 2.     | Ykkonen       | 1.        | [ 3 ]  |             |
| 2013. | 1.     | Veikkausliiga | 11.       | [ 4 ]  |             |
| 2014. | 1.     | Veikkausliiga | 9.        | [ 5 ]  |             |
| 2015. | 1.     | Veikkausliiga | 2.        | [ 6 ]  |             |
| 2016. | 1.     | Veikkausliiga | 6.        | [ 7 ]  |             |
| 2017. | 1.     | Veikkausliiga | 7.        | [ 8 ]  |             |
| 2018. | 1.     | Veikkausliiga | 2.        | [ 9 ]  |             |
| 2019. | 1.     | Veikkausliiga | 10.       | [ 10 ] |             |
| 2020. | 1.     | Veikkausliiga | 12.       | [ 11 ] | til Ykkonen |
| 2021. | 2.     | Ykkonen       | 2.        | [ 12 ] |             |